# Стоцкий, Емельян Александрович
Емелья́н Алекса́ндрович Сто́цкий (укр. Омелян Олександрович Стоцький; 15 августа 1894, Богутин — 10 января 1979, Сходница, Львовская область) — украинский учёный, педагог, инженер, первооткрыватель Сходницкого месторождения минеральных вод; лауреат государственной премии УССР в области науки и техники (1979).

## Биография
Родился 15 августа 1894 года в селе Богутине, в семье униатского священника.
В 1915 году окончил гимназию во Львове. Был участником Первой мировой войны, а с 1916 по 1919 год провёл в итальянском плену. Освободившись из плена, приехал в город Борислав, где с 1920 по 1921 год работал в нефтедобывающем объединении «Сільва Пляна», а с 1921 по 1924 год — в Бориславской нефтяной компании «Нафта».
В 1920 году женился на Павлине Осецкой, дочери главного лесничего Борислава Михаила Осецкого. Венчал молодых униатский митрополит Андрей (Шептицкий).
В 1928 году поступил на философский факультет Львовского университета имени Яна Казимира, где в течение одного года обучался на природоведческом отделении, а потом перевёлся на гуманитарное, которое окончил в 1932 году со степенью магистра в области немецкой филологии.

## Память
- В санатории «Сходницкие Карпаты» в одном из корпусов был открыт мемориальный музей Емельяна Стоцкого в который дочерью исследователя были переданы подлинные вещи, переписка и фотографии исследователя[2].
- У источника № 10, на улице Шевченко, был установлен бронзовый бюст работы львовского скульптора Василия Одреховского[2].
- На доме, где жил Е. А. Стоцкий и его семья, установлена мемориальная доска.